# كهف ريسيندينغ
كهف ريسيندينغ (بالألمانية: Riesending-Schachthöhle) هو كهف حفرة في أونترسبيرغ وأعمق وأطول في ألمانيا. تم اكتشافه في عام 1996. في يونيو 2014 أصبح معروفًا بسبب جهود الاستغوار الكبيرة.

## وصلات خارجية
- Beschreibung der Riesending Höhle Website der Arbeitsgemeinschaft für Höhlenforschung Bad Cannstatt e.V.
- Stephanie Geiger „Bayerns tiefster Punkt“ in دي فيلت, 21. September 2008